# Famille Péchy
La famille Péchy de Péchújfalu (en hongrois : péchújfalusi Péchy család) était une famille aristocratique hongroise, originaire du comitat de Sáros.